# Upplands runinskrifter 85
Upplands runinskrifter 85 står utanför Hässelby trädgårds- och hembygdsmuseum, Riddersviksvägen i Hässelby Villastad i Stockholm. 
Runstenen i grå granit hittades i Riddersvik i början av 1800-talet. Den flyttades till Hässelby hembygdsmuseum i oktober 1988.

## Inskriften
Translitterering av runraden:
biorn : auk : fuluik : þaiʀ : litu : hakua : stain · ... sin
Normalisering till runsvenska:
Biorn ok Fullugi(?) þæiʀ letu haggva stæin ... sinn.
Översättning till nusvenska:
Björn och Fulluge de lät hugga stenen ... sin.